# Série des apôtres d'Albi
La série des apôtres d'Albi est un ensemble de treize tableaux, douze portraits d'apôtres et un Jésus bénissant, peints par Georges de La Tour vers 1620. Achetés vers 1690 par le chanoine de la cathédrale Sainte-Cécile d'Albi Jean-Baptiste Nualard, pour décorer l'une des chapelles, les tableaux furent dispersés après 1795. Des treize tableaux n'en subsistent que six, L'un est au Musée National d'Art Occidental de Tokyo, deux sont exposés au musée Toulouse-Lautrec accompagnés de copies des tableaux disparus et trois autres dans des collections particulières.

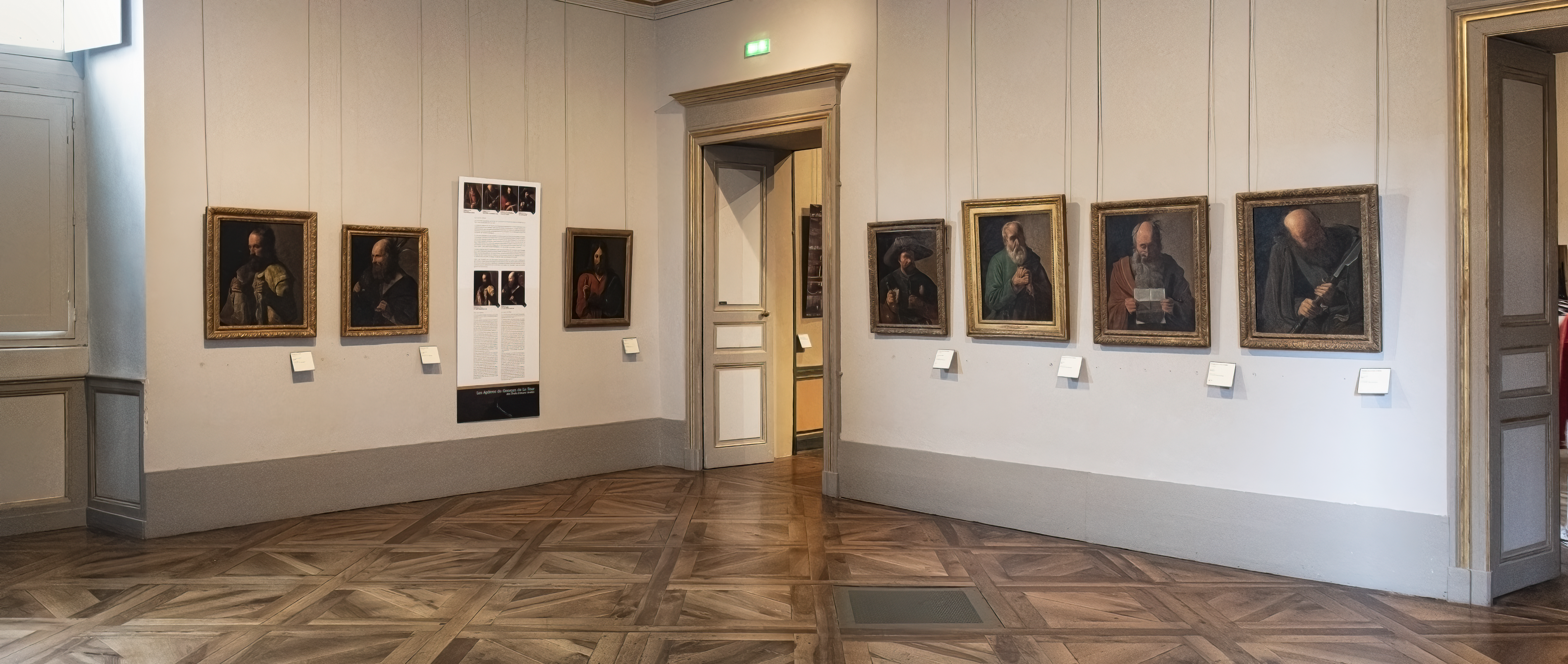

## les originaux

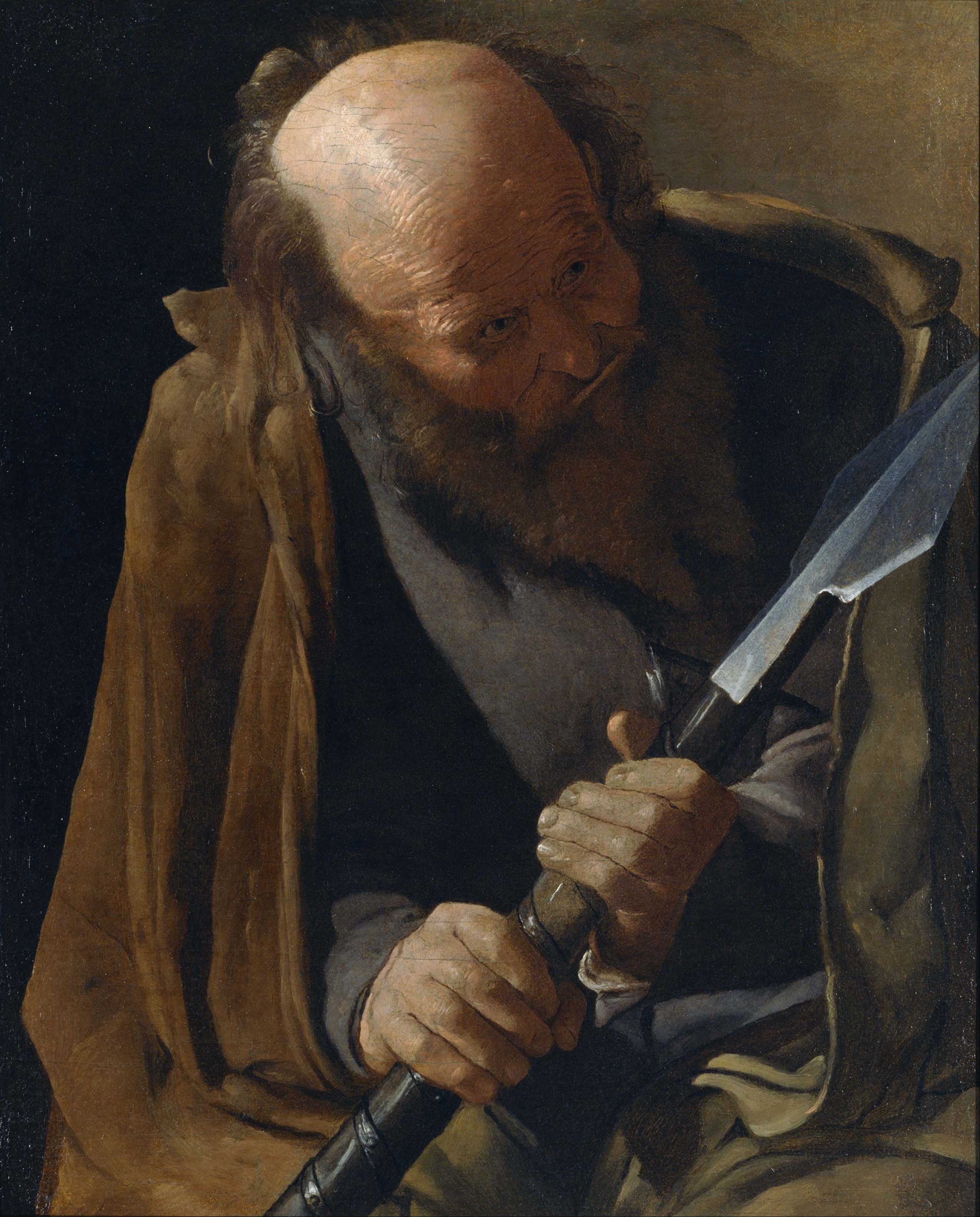
Saint Thomas
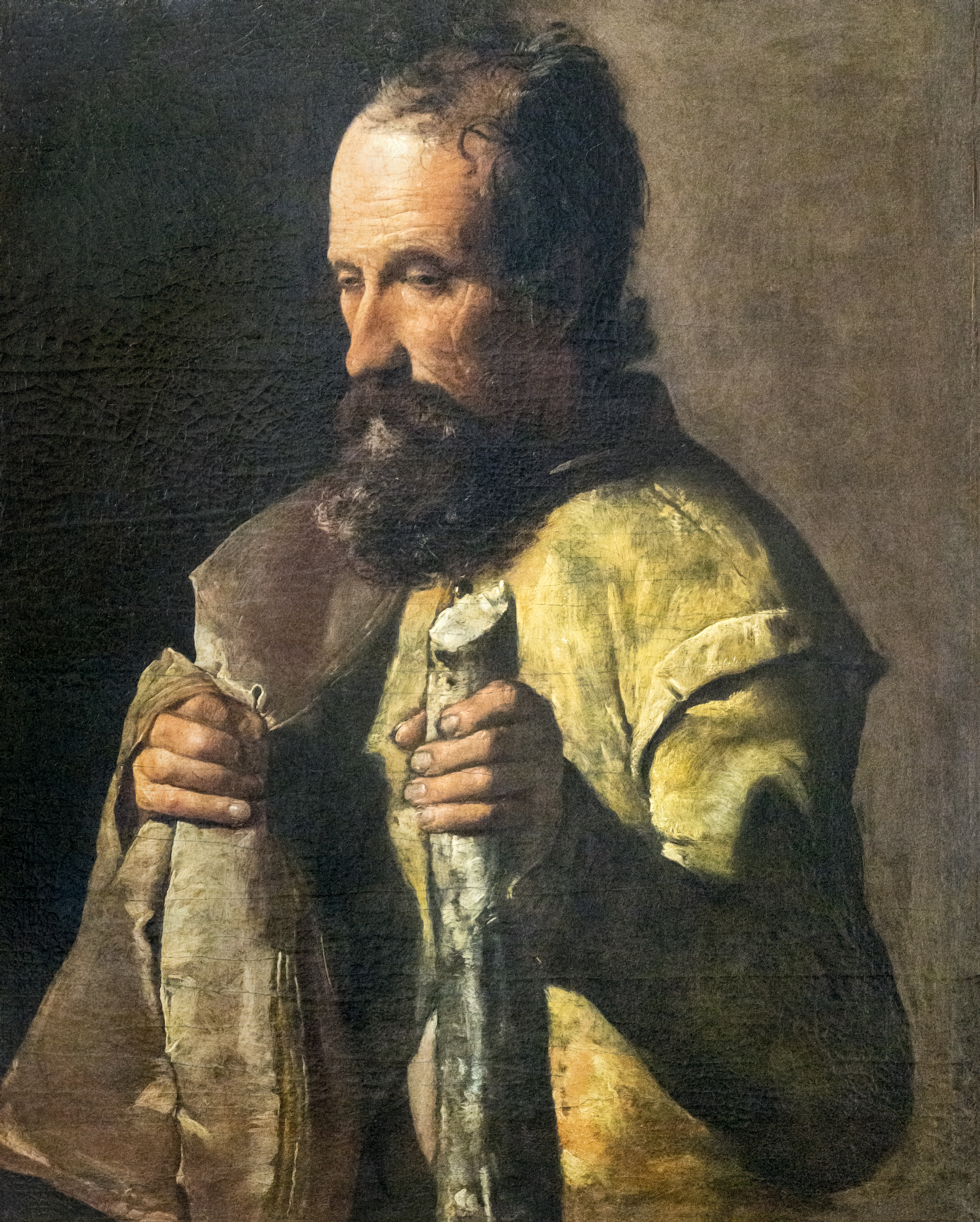
Saint Jacques le Mineur
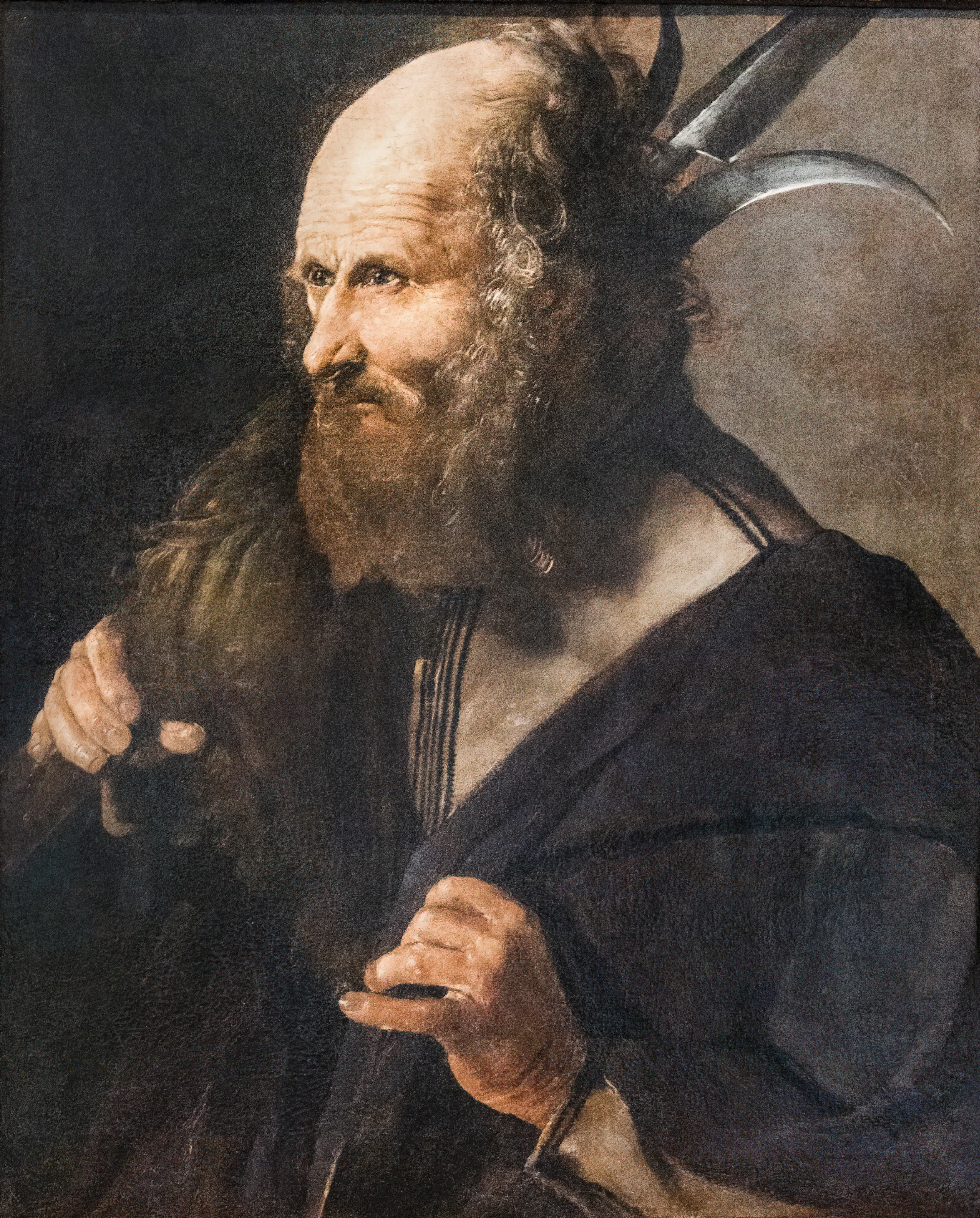
Saint Jude Thaddée
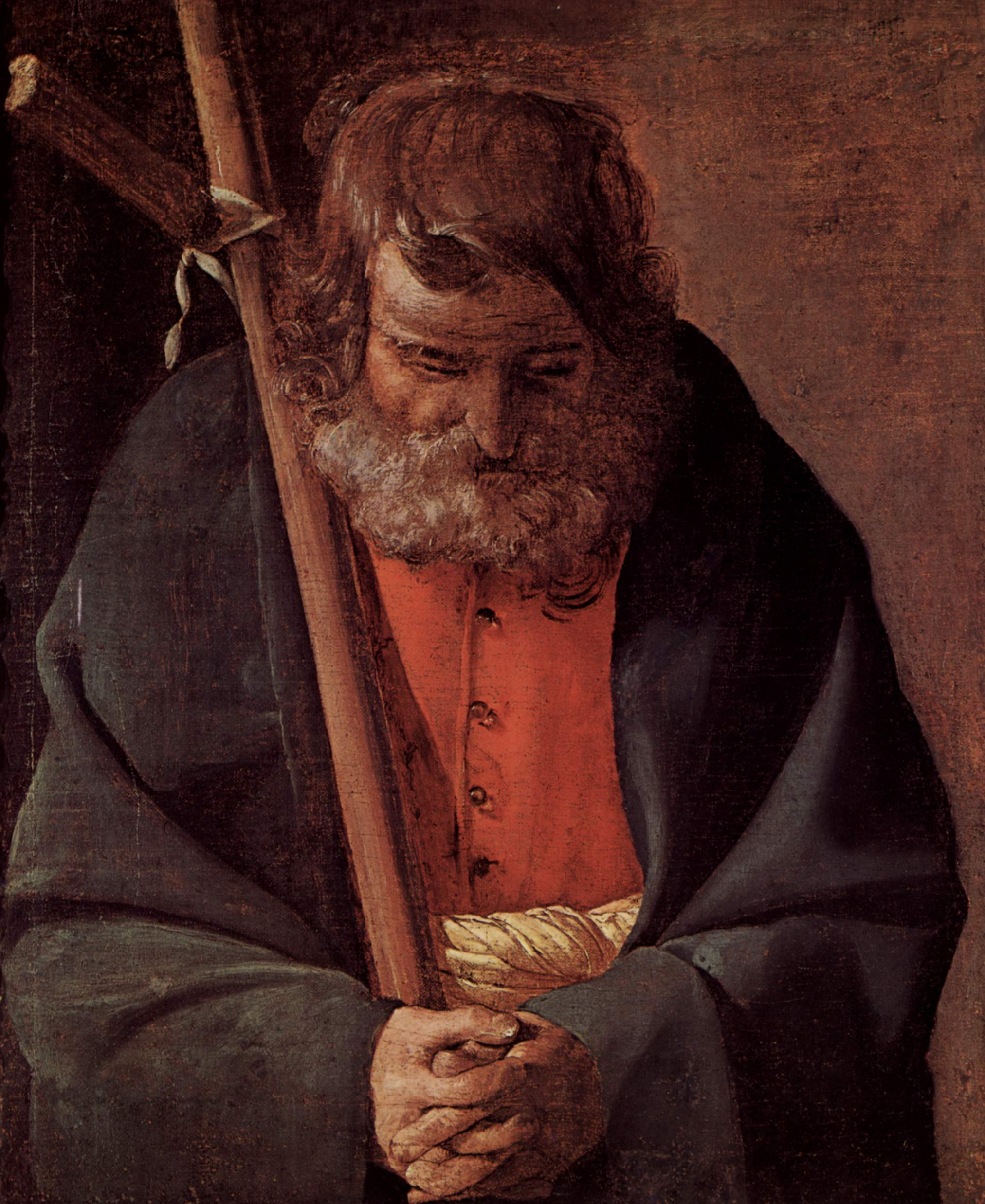
Saint Philippe
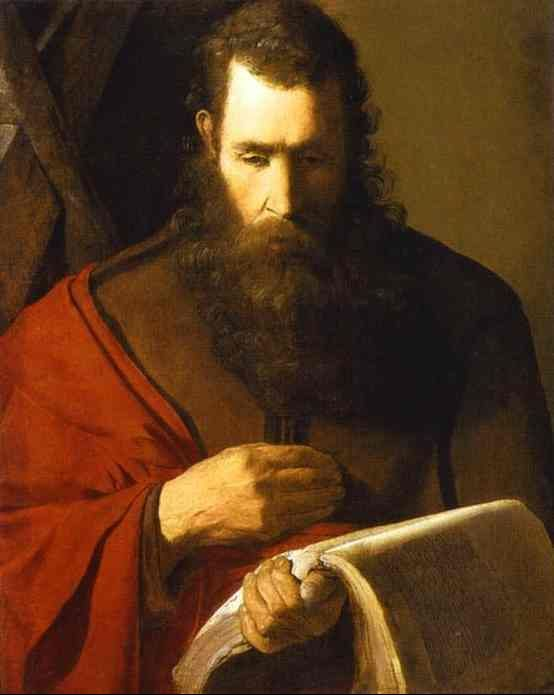
Saint André
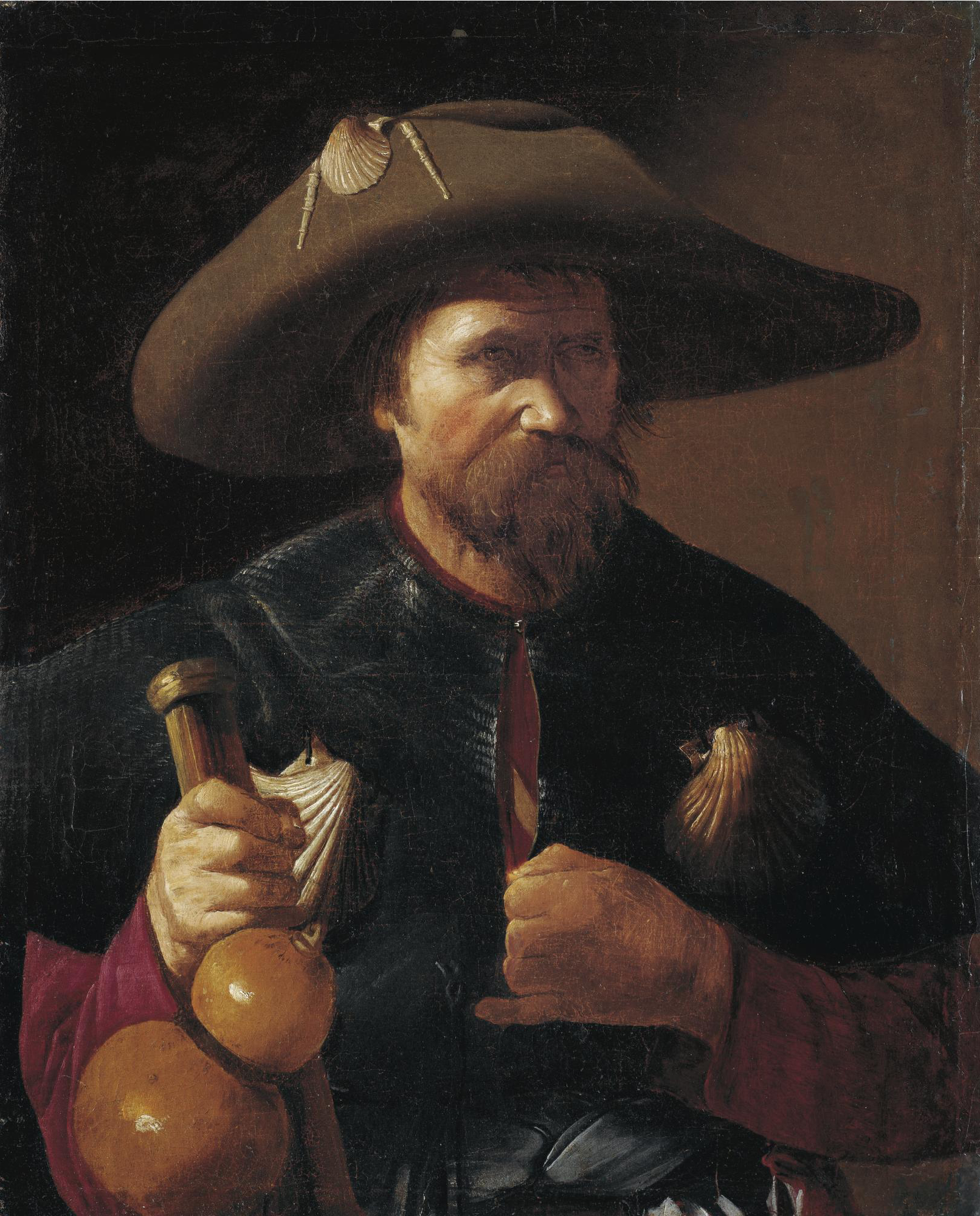
Saint Jacques le majeur

## Les copies

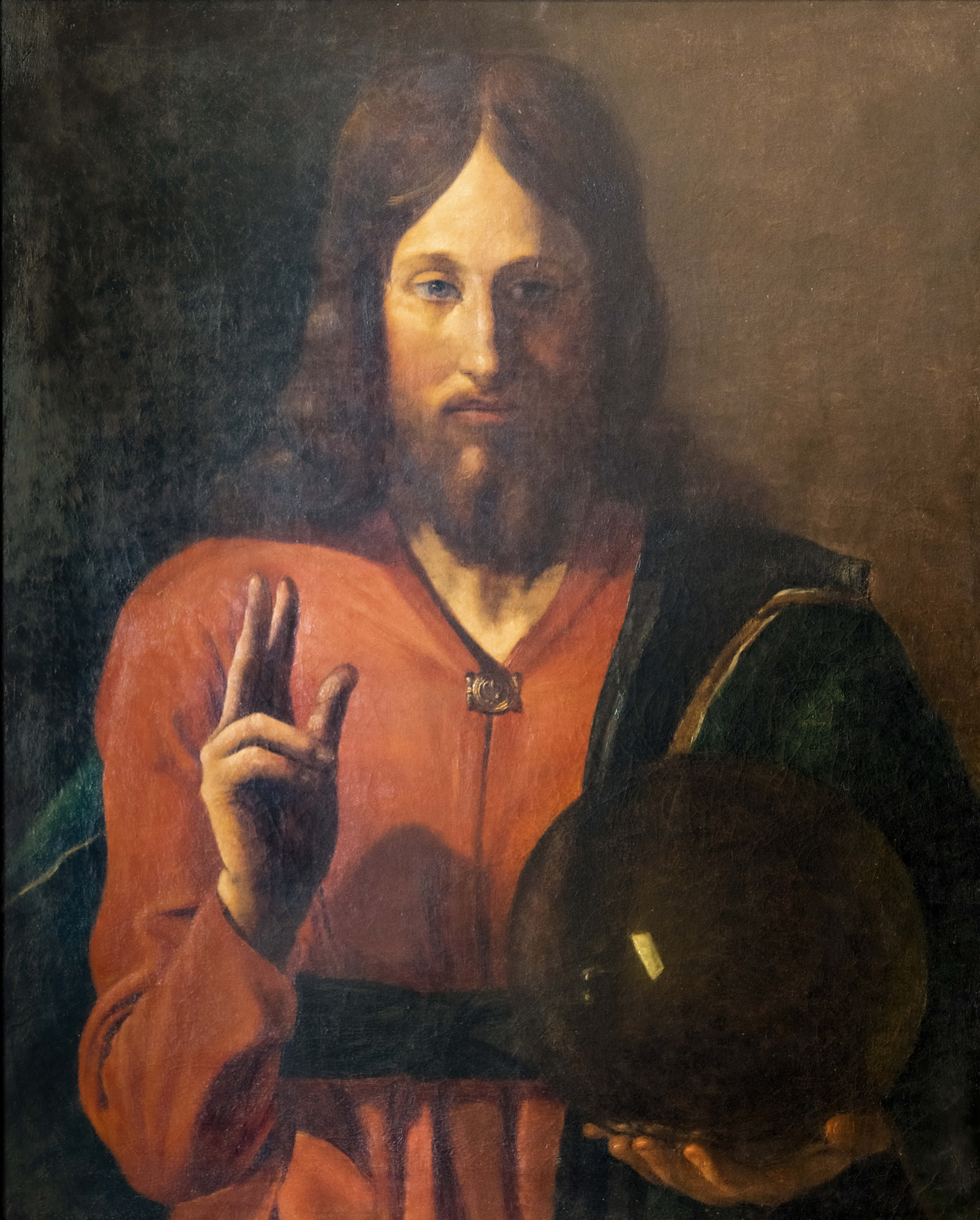
Le Christ bénissant, musée Toulouse-Lautrec
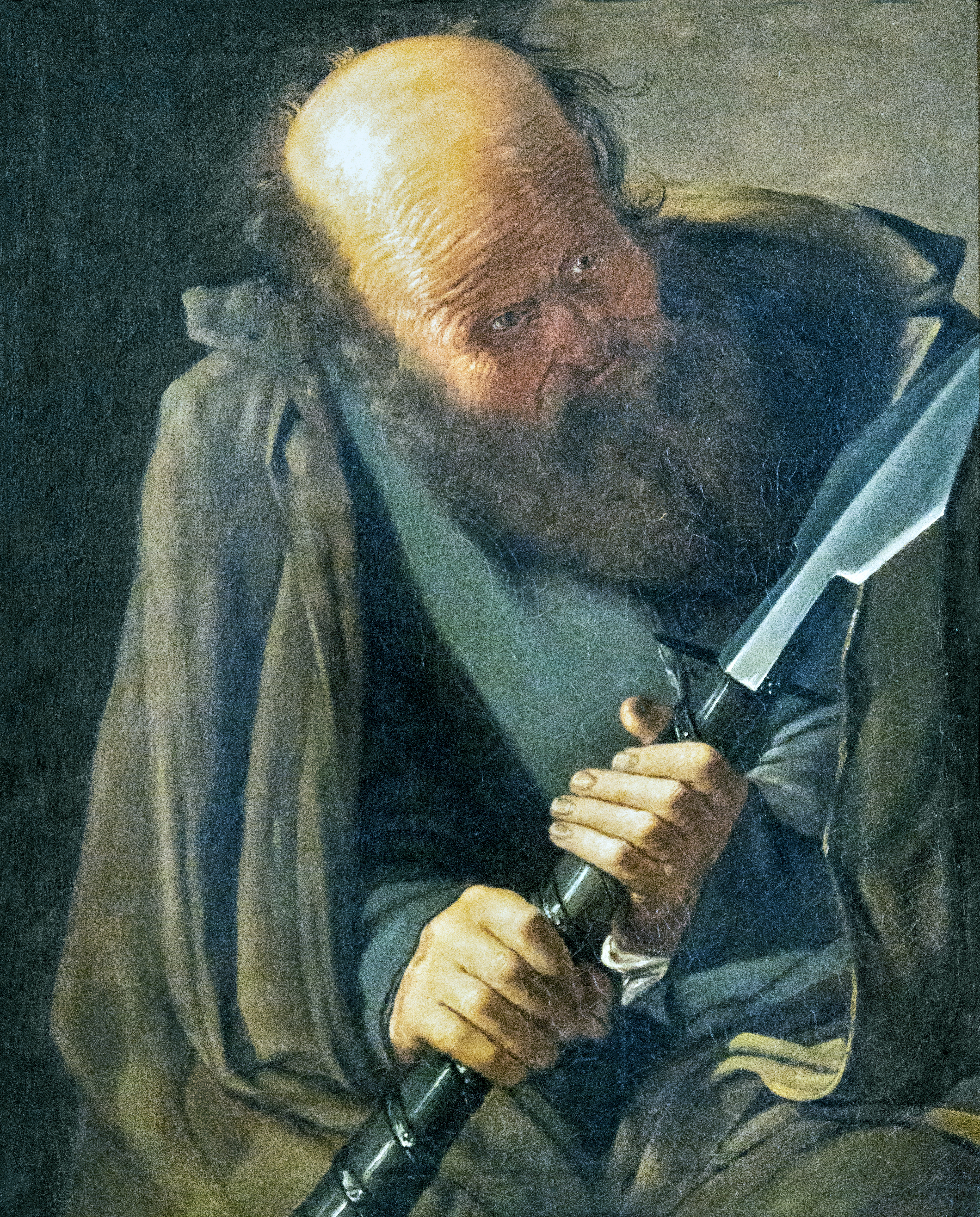
Saint Thomas, musée Toulouse-Lautrec
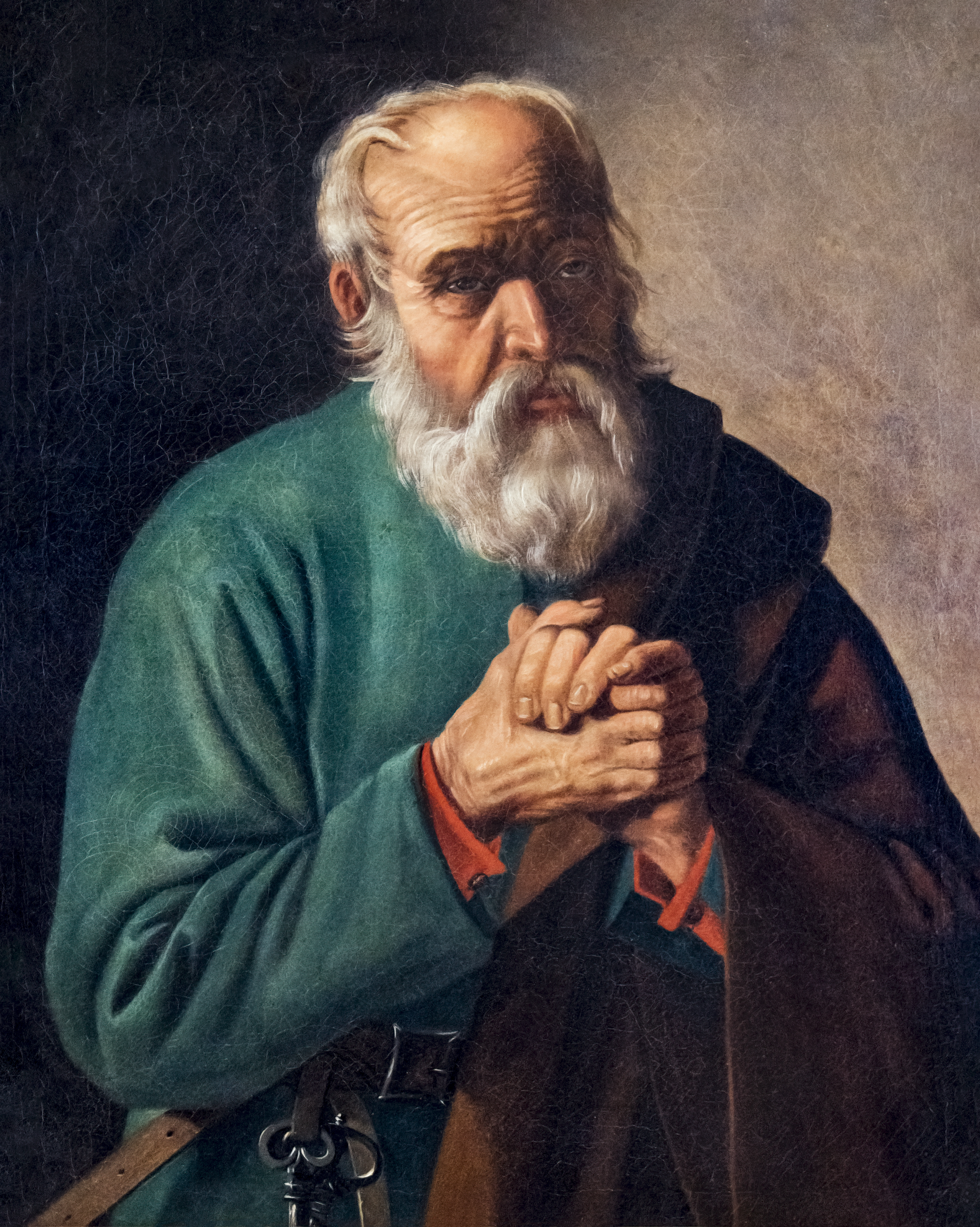
Saint Pierre, musée Toulouse-Lautrec
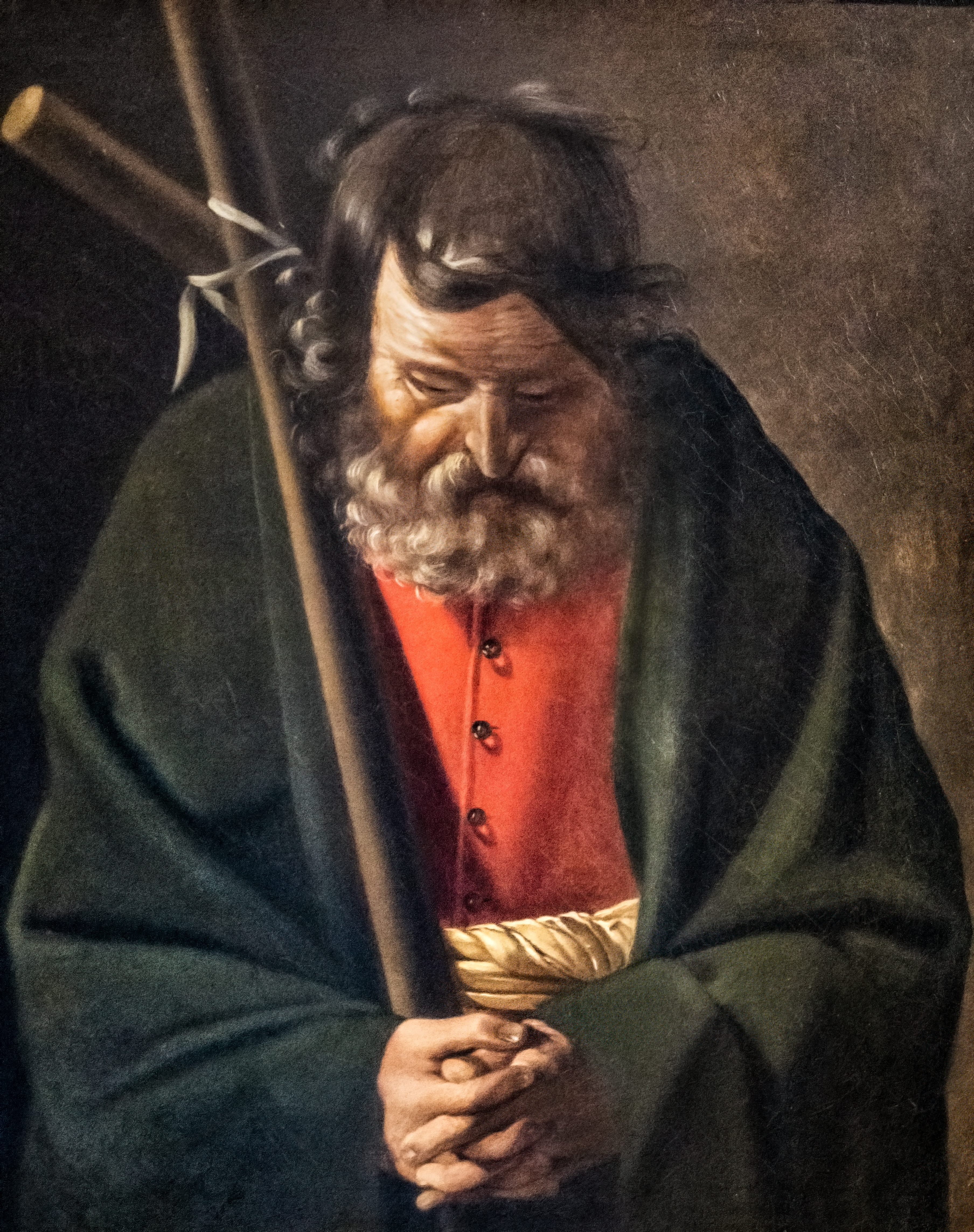
Saint Pilippe, musée Toulouse-Lautrec
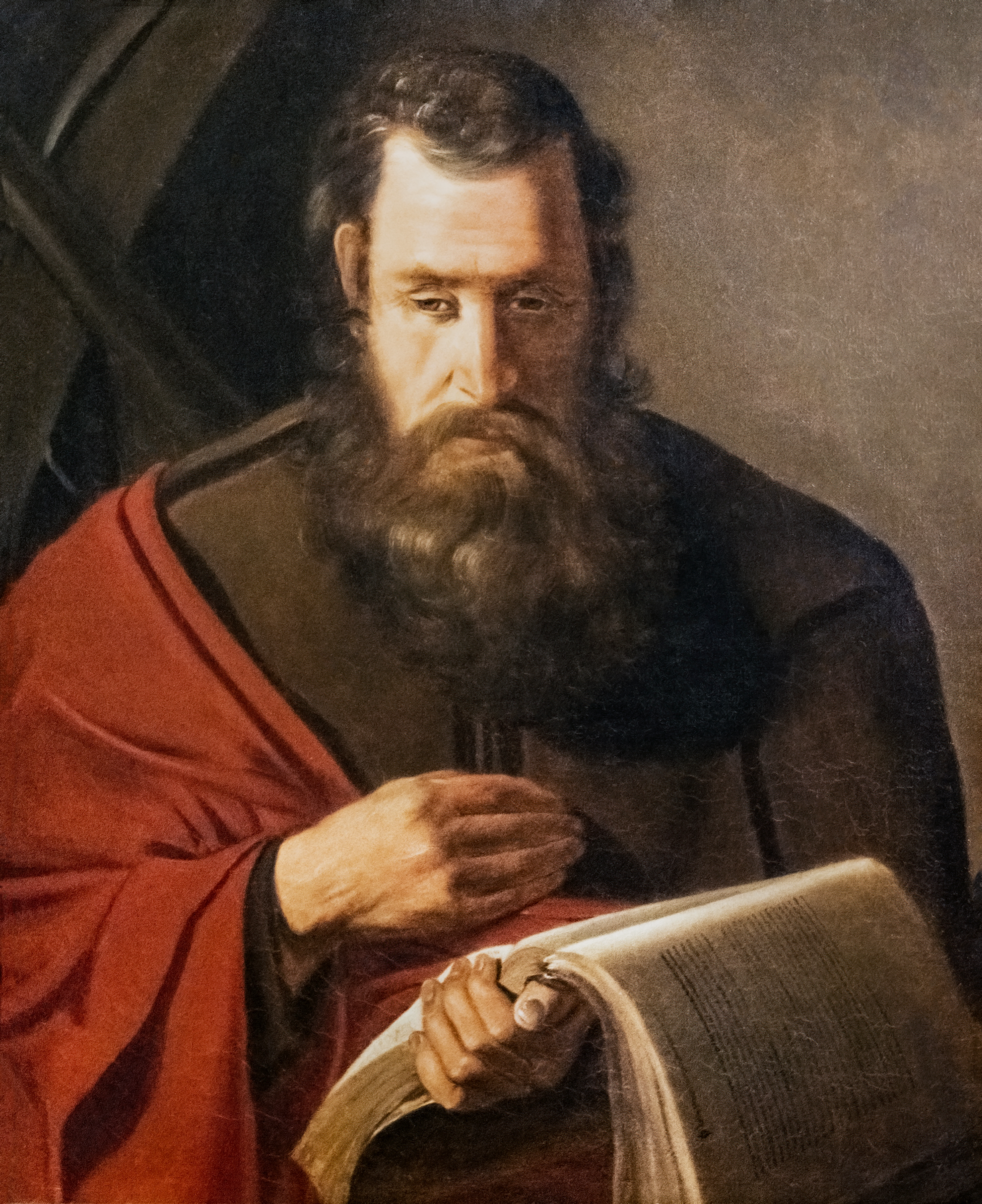
Saint André
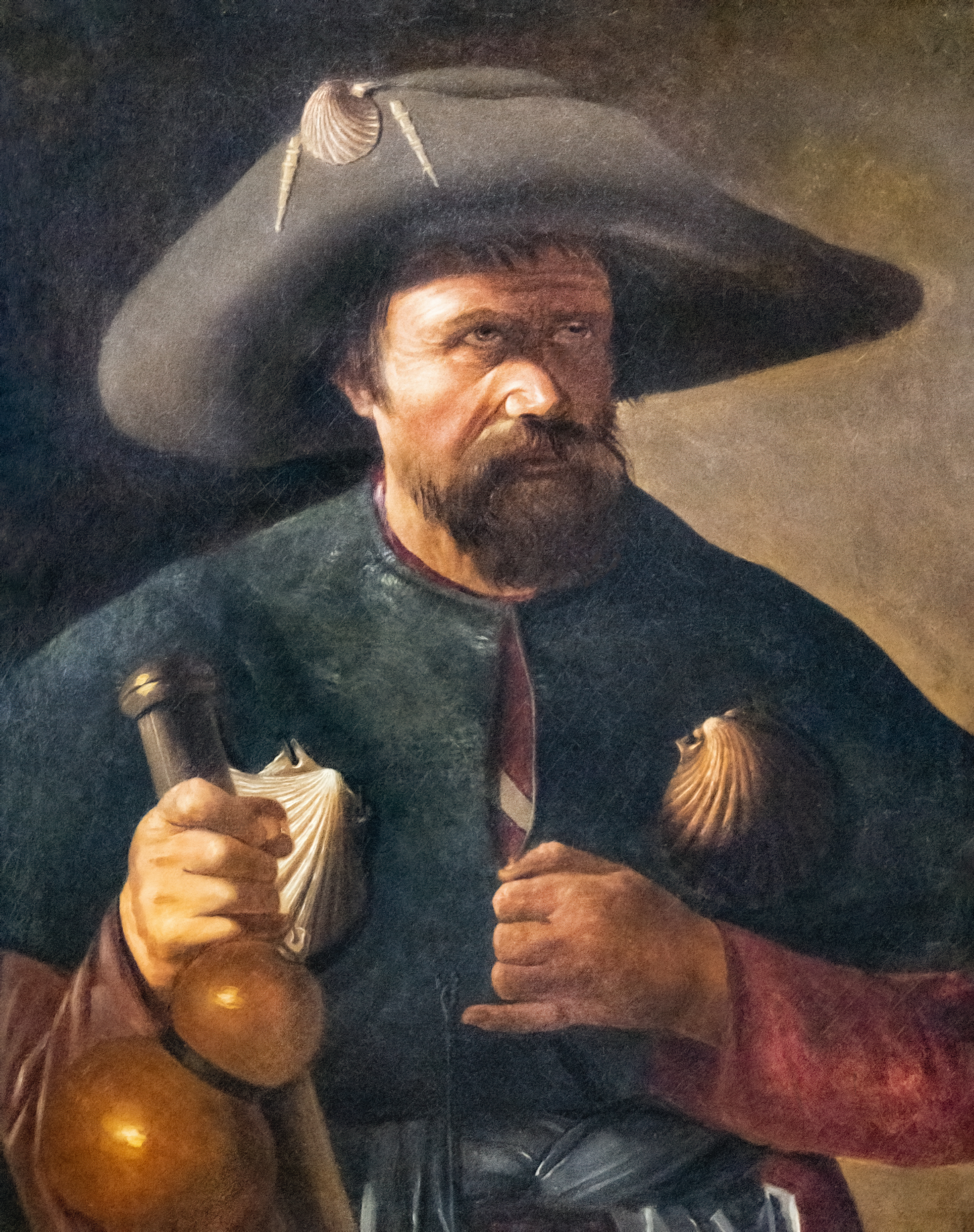
Saint Jacques le majeur, musée Toulouse-Lautrec
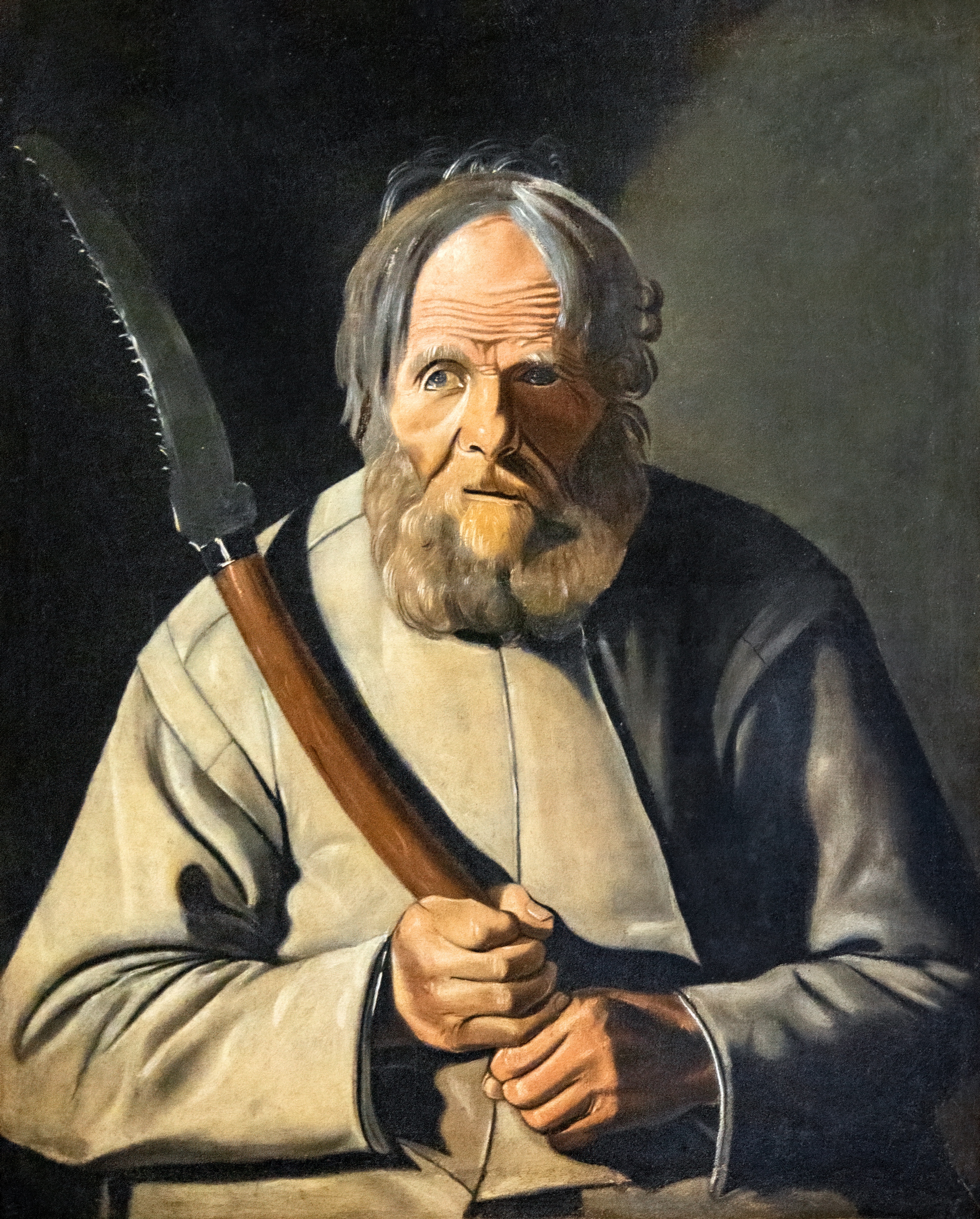
Saint Simon, musée Toulouse-Lautrec
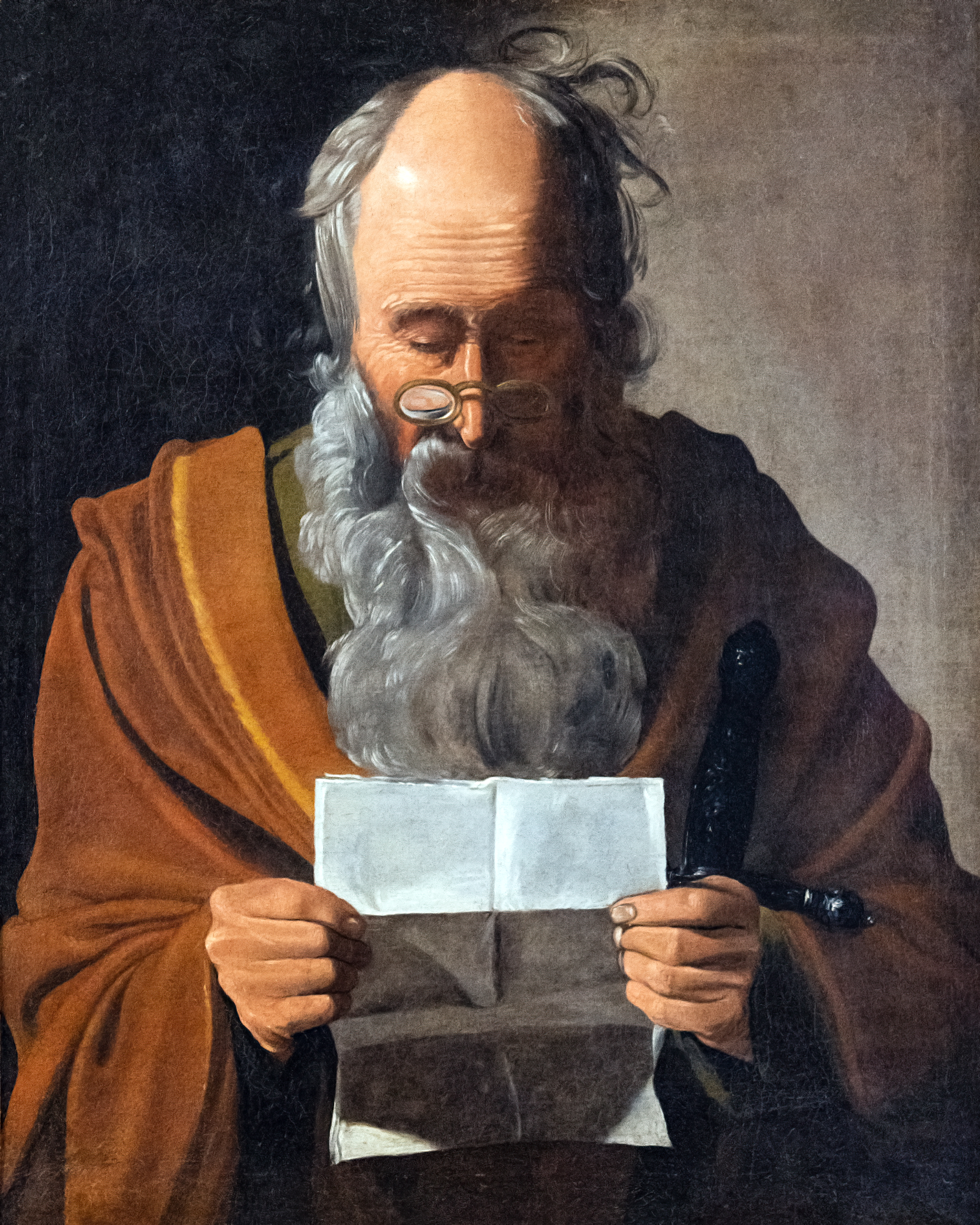
Saint Paul, musée Toulouse-Lautrec
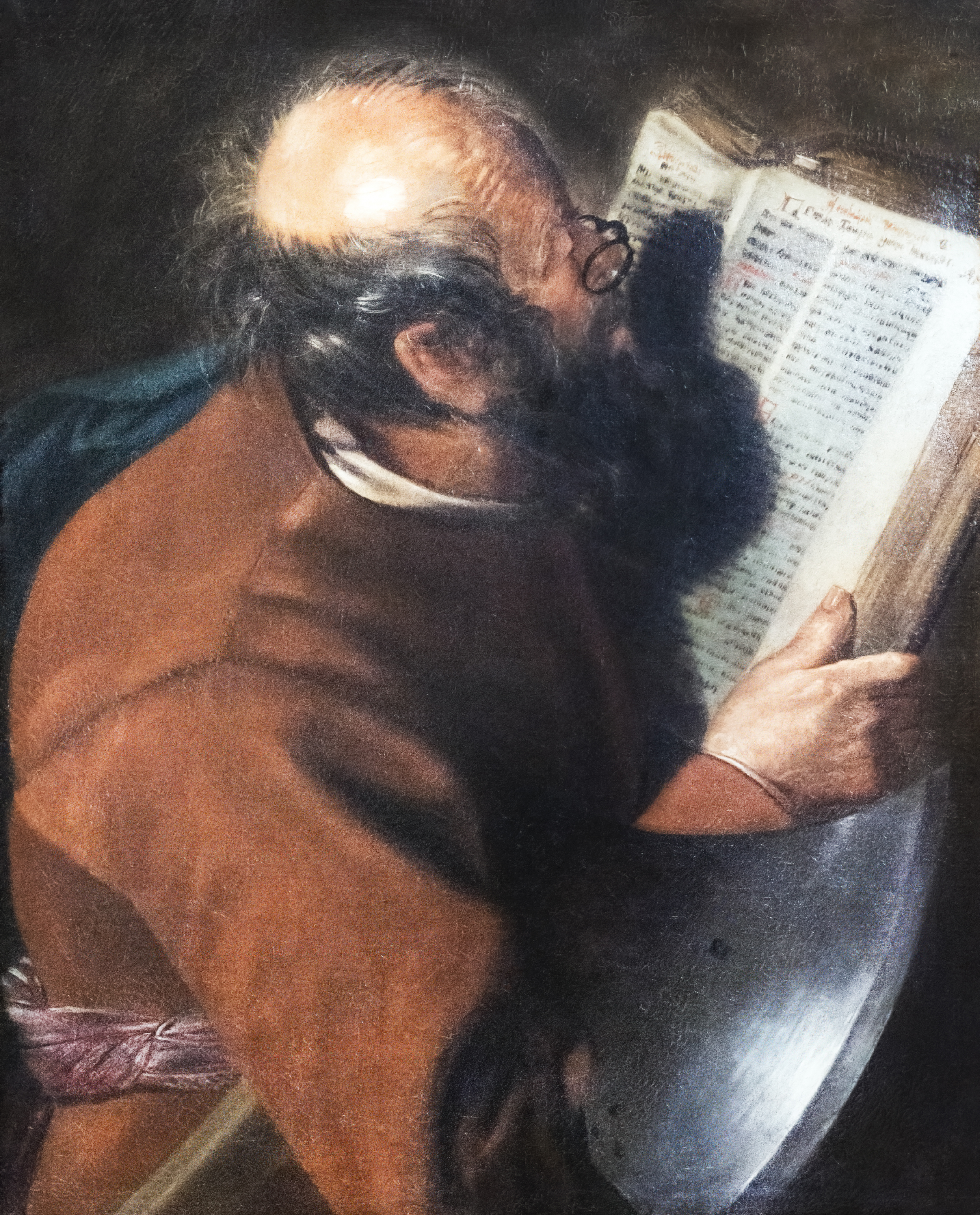
Saint Matthias, musée Toulouse-Lautrec